# Xanthocrambus watsoni
Xanthocrambus watsoni is een vlinder uit de familie van de grasmotten (Crambidae). De wetenschappelijke naam van de soort is voor het eerst geldig gepubliceerd in 1960 door Stanisław Błeszyński.